# Леонов, Степан Алексеевич
Степан Алексеевич Леонов (1791—1864) – российский генерал-майор Донского казачьего войска, участник войн против Наполеона и Кавказских походов, герой русско-турецкой войны 1828—1829 годов.

## Биография
Родился в 1791 году в станице Аксайской, происходил из штаб-офицерских детей Войска Донского.
В военную службу был зачислен в 1804 году урядником в Атаманский полк. В 1808 году произведён в хорунжие. В 1809 году участвовал в Турецкой войне, находился под Браиловым, Гирсовом, Кюстенджи и Силистрии, был произведён в сотники войска Донского.
26 февраля 1811 года переведён в лейб-гвардии Казачий полк. В рядах этого полка Леонов принял участие в отражении нашествия Великой армии в Россию. Состоял адъютантом у генерала от кавалерии М. И. Платова, участвовал в сражениях при Мире, Смоленске, Колоцком монастыре, Бородино, Тарутино, Вязьме, Гжатске, Царёво-Займище, под Духовщиной, под Красным, на Березине, при Вильно и у Ковно. За Бородинское сражение ему была пожалована золотая сабля с надписью «За храбрость», а за Тарутинский бой — орден Св. Владимира 4-й степени с бантом. 16 декабря 1812 года за боевые отличия удостоен чина штабс-ротмистра. В Заграничных походах 1813—1814 годов Леонов находился в сражениях при Лютцене и Бауцене, отличился в Битве народов под Лейпцигом и под Фер-Шампенуазом, а также при взятии Парижа.
20 февраля 1823 года, будучи полковником, переведён в Войско Донское. С 1825 года Леонов находился на Кавказе, где с 11 мая командовал донским казачьим полком своего имени. В 1826—1827 года принял участие в Персидском походе, сражался под стенами Аббас-Абада, отличился в бою при разбитии армии Аббас-мирзы, за что ему были пожалованы алмазные знаки к ордену Святой Анны 2-й степени (по другим данным орден св. Анны 2-й степени с алмазами он получил в 1813 году за сражение под Лейпцигом); далее он находился при занятии Маранда и Тебриза. 25 марта 1828 года произведён в генерал-майоры.
В кампании 1828 года против турок Леонов был походным атаманом донских казачьих полков при Отдельном Кавказском корпусе, сражался под Карсом и Ахалкалаками, за разбитие Гатки-паши был награждён орденом Св. Анны 1-й степени и далее отличился при Хасан-кале, под Эрзерумом и Байбуртом. 1 января 1829 года за отличие при взятии Ахалцыха был удостоен ордена Св. Георгия IV класса:
5-го августа, когда неприятельская конница атаковала правый фланг наш, он с семью казачьими сотнями и шестью орудиями быстро ударил неприятеля, остановил его стремление и, опрокинув, нанёс большой урон. В сражении 9-го числа исполнял распоряжения главнокомандующего относительно казачьих полков с точностью и успехом.
В 1830—1837 годах Леонов постоянно находился в походах против горцев, как на Кубани, в Дагестане и Чечне, так и в Грузии. 21 сентября 1831 года казачьему полку его имени пожаловано простое знамя с надписью «За отличие в Персидскую и Турецкую войны 1827 и 1828 годов» , впоследствии это отличие было сохранено в 14-м Донском казачьем полку. Находился на Кавказе до 23 января 1838 года, когда сдал должность походного атамана.
В конце 1830-х годов вернулся на Дон, где по доносу сотника В. Д. Сухорукова был вместе с полковниками Корнеем Каргиным, Фоминым и Пантелеевым арестован по обвинению «в воровстве и ущемлении казаков», после чего «во избежание непотизма» (покровительства влиятельных родственников) отправлен в Чугуев в распоряжение командующего 1-м кавалерийским корпусом графа В. К. Сиверса, которому было поручено расследовать это дело. В ходе следствия было установлено, что «в их поступке не заключалось лихоимство, а одни беспорядки, которые большей частию произошли оттого, что до Высочайше утверждённого положения о Войске Донском не имелось определительных правил об отчётности по довольствию нижних чинов, то по сим утверждениям и по Всемилостивейшему манифесту, состоявшемуся 16 апреля 1841 года, повелено не лишать их прав и преимуществ, прежнею службою приобретённых». Под судом Леонов значился вплоть до 1841 года. Продолжал числиться на службе состоящим по Войску Донскому без должности, фактически проживал в своём имении Леонов хутор на реке Сухой Еланчик, где и скончался в 1864 году.
У Леонова было двое сыновей и две дочери: Николай (1824—1877, генерал-майор), Степан (1835—1899, генерал от кавалерии) , Марфа и Екатерина.

## Награды
Среди прочих наград Леонов имел ордена:
- Орден Святой Анны 3-й степени (1809 год, впоследствии переименован в 4-степень)
- Золотая сабля с надписью «За храбрость» (19 декабря 1812 года)
- Орден Святого Владимира 4-й степени с бантом (1812 год)
- Орден Святой Анны 2-й степени с алмазами (1813 год, за отличие в Битве народов)
- орден Св. Георгия IV класса (1 января 1829 года, № 4242 по кавалерскому списку Григоровича — Степанова)
- Орден Святой Анны 1-й степени (1830 год, императорская корона к этому ордену пожалована в 1835 году)